# Be'houkotaï
Be'houkotaï, Be'houqotaï, ou Be'houkossaï selon la prononciation ashkénaze (בחוקותי — Hébreu pour "selon Mes règles,” le second mot, et premier distinctif de la parasha) est la 33e section hebdomadaire du cycle annuel de lecture de la Torah, la dixième et dernière du Livre du Lévitique.
Elle correspond à Lévitique 26:3–27:34. Les Juifs de la diaspora la lisent généralement en mai.
Le calendrier juif luni-solaire comprend jusqu'à 54 semaines, le nombre exact variant selon les années, pleines ou défectives. Dans les années pleines (par exemple, 2008, 2011), la parashat Be'houqotaï est lue indépendamment, le 33e Sabbath suivant Sim'hat Torah. Dans les années de moins de 54 semaines (par exemple, 2007 et 2009), la lecture de la Torah combine cette parasha et la précédente, Behar, afin d'atteindre le nombre de lectures hebdomadaires requis.

## Résumé

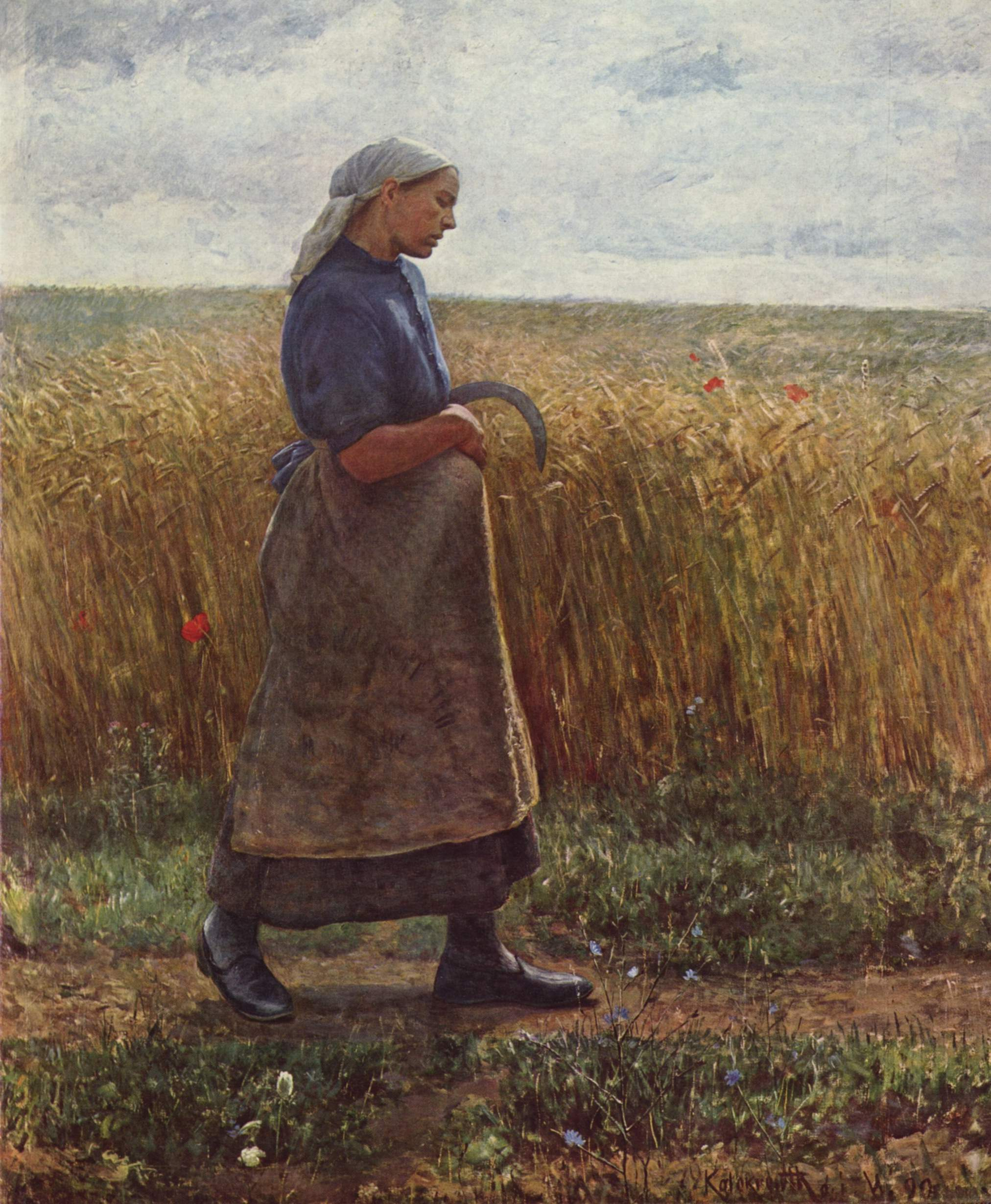
Été (tableau de Leopold Graf von Kalckreuth)

Dieu décrit à Moïse les bénédictions dont il comblera les enfants d'Israël s'ils obéissent à Ses décrets, ainsi que les malédictions dans le cas contraire. Il leur assure cependant que même dans ces cas, Il ne reniera pas Son alliance avec eux et les ramènera sur leur terre. Sont enfin exposées les règles de consécration d'un bien au sanctuaire, la façon d'évaluer un bien ou une personne en vue de consacrer sa valeur monétaire, la façon de rendre un bien consacré à un usage profane en transférant sa sainteté nominale sur une somme d'argent. Ainsi se clôt le Livre du Lévitique.

### Divisions de la parasha lors de la lecture complète
La lecture de la parasha à la synagogue le sabbath est traditionnellement divisée en sept sections, pour lesquelles un membre différent de la congrégation est appelé à lire. La première lecture, le rishon, échoit traditionnellement à un cohen, la seconde, appelée sheni, à un levi, les suivantes à un israël (ni cohen ni levi). La septième section comporte une sous-section, le maftir, qui est lu par la personne qui lira ensuite la haftara.
Les sections de la parashat Be'houkotaï sont
- rishon
- sheni
- shlishi
- revi'i
- hamishi
- shishi
- shevi'i
  - maftir

### Divisions de la parasha lors de la lecture abrégée
Une lecture publique de la parasha fut instaurée par Ezra le Scribe le lundi et le jeudi à la synagogue. Cette lecture, sensiblement plus courte, ne comprend que trois sections, la première réservée au cohen, la seconde au levi, la troisième à un israël
- Section du cohen: Vayiqra[4]
- Section du levi: Vayiqra[4]
- Section de l'israël: Vayiqra[4]

### Maqam
Un maqam est un système de modes musicaux utilisé dans la musique arabe mélodique classique. Les juifs originaires des pays orientaux (Afrique du Nord, Syrie) s'en sont inspirés, et adaptent la mélodie de la liturgie du Shabbat en fonction du contenu de la parasha de cette semaine. Ils emploient 10 maqam différents, possédant chacun son usage propre.
Le maqam utilisé lors du sabbath au cours duquel on lit la parashat Be'houkotaï est le Maqam Nawah, concluant le Livre du Lévitique. Lorsque la lecture de la parashat Be'hokotaï est combinée avec celle de Behar, on applique le Maqam Saba, symbolisant l'abondance de lois.

## Commandements
La Torah comporte, selon la tradition rabbinique, 613 prescriptions. Différents sages ont tenté d'en établir un relevé dans le texte biblique.
Selon l'un de ces computs les plus célèbres, le Sefer HaHinoukh, il y a 7 prescriptions positives et 5 négatives dans cette parasha
- Lorsqu'une personne fait un vœu estimatif sur sa valeur, il faut estimer cette valeur de la façon déterminée par la Torah (Lv 27,2.)
- Il est interdit de remplacer par une autre une bête consacrée pour un sacrifice (Lv 27,10.)
- Lorsqu'un animal désigné pour l'autel a été remplacé par un autre, les deux doivent être consacrés (Lv 27,10.)
- Il faut estimer la valeur d'une bête consacrée (Lv 27,12–13.)
- Il faut estimer la valeur d'une maison consacrée par son propriétaire (Lv 27,14.)
- Il faut estimer la valeur d'un champ consacré par son propriétaire (Lv 27,16.)
- Il est interdit de changer la nature d'une offrande (Lv 27,26.)
- Les biens sur lesquels le propriétaire a prononcé l'anathème (herem) doivent être donnés aux cohanim (Lv 27,28.)
- Il est interdit de vendre un terrain déclaré 'herem (Lv 27,28.)

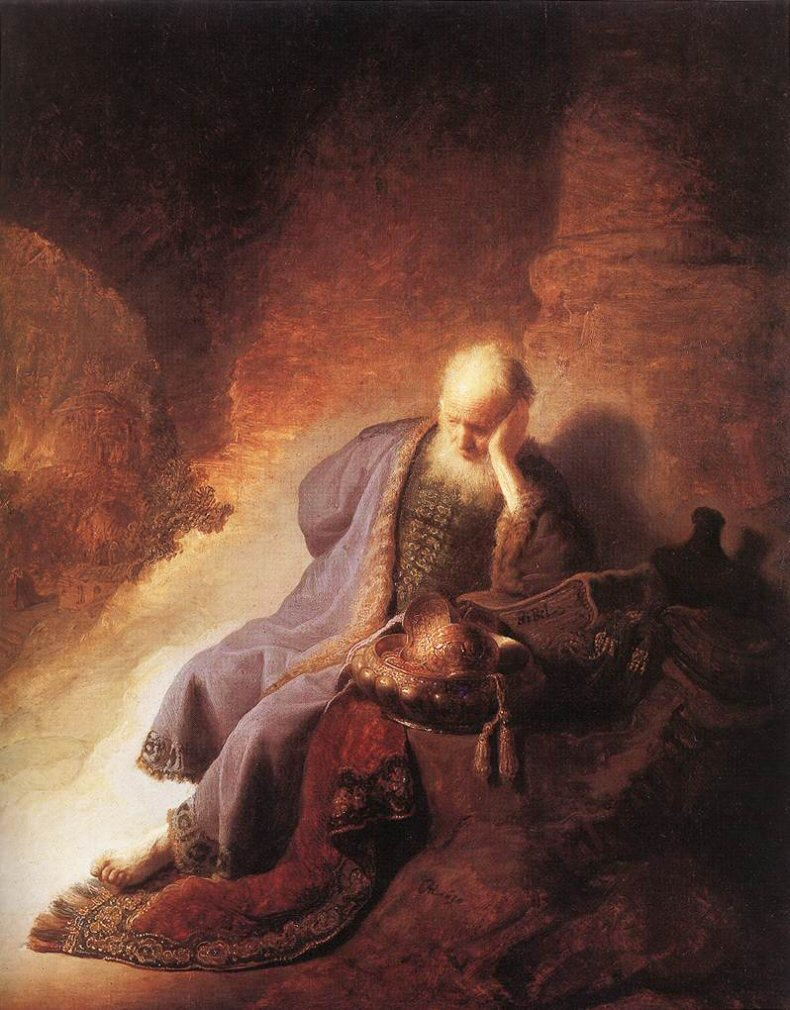
Jérémie se lamentant sur la Destruction de Jérusalem (tableau de Rembrandt)

- Il est interdit de racheter une propriété déclarée 'herem (Lv 27,28.)
- La dîme du bétail doit être prélevée chaque année (Lv 27,32.)
- Il est interdit de vendre ou racheter la dîme du bétail (Lv 27,33.)

## Haftara
La haftara est une portion des livres des Neviim ("Les Prophètes") qui est lue publiquement à la synagogue après la lecture de la Torah. Elle présente généralement un lien thématique avec la parasha qui l'a précédée.
La haftara pour la parashat Be'houkotaï est Jérémie 16:19–17:14 .